# Бертолд IV фон Бюрен
Бертолд IV фон Бюрен (на немски: Bertold IV. von Büren; * ок. 1230; † сл. 1269/сл. 1300), споменат 1258 – 1300 г., е благородник от род „фон Бюрен“, господар на Бюрен във Вестфалия.
Той е син на Бертолд III фон Бюрен 'Млади' († сл. 1270/сл. 1276) и Удалхилд/Отеленда фон Хенгенбах († сл. 1222), вдовица на граф Хайнрих IV фон Кесел († сл. 1219), дъщеря на Еберхард II фон Хенгенбах († сл. 1217/1218) и Юдит (Юта) фон Юлих († сл. 1190/1218), наследничка на Юлих, дъщеря на граф Вилхелм I († 1176). Брат е на Дитрих фон Бюрен († 1290), дякон в Кьолн, и Конрад фон Бюрен († сл. 1268), домхер в Кьолн.
Господарите фон Бюрен построяват ок. 1150 г. замък и през 1195 г. основават град Бюрен във Вестфалия. Те са една могъща благородническа фамилия в княжеското епископство Падерборн.

## Фамилия
Бертолд IV фон Бюрен се жени сл.1243 г. или ок. 1254 г. за Дидеракция (Дедела) ван Йозеде († ок. 1231/сл. 1284), дъщеря на граф Бернхард V фон Йозеде, граф на Падерборн, фогт на Йозеде († 1263) и Регелиндис фон Грове († 1263). Те имат децата:
- Бертолд VI фон Бюрен († сл. 1320), господар на Вюненберг (1298 – 1300), маршал на Вестфалия (1284 – 1320); има седем деца
- Гезека фон Бюрен (* ок. 1255), омъжена ок. 1275 г. за Йохан фон Хакстхаузен (* ок. 1250; † сл. 1280)
- Бернхард фон Бюрен, домхер на Падерборн 1298 г., споменат 1284 – 1299, пропст в Бекум 1299
- Вилхелм фон Бюрен, каноник в Падерборн 1303
- Катарина фон Бюрен (вер. дъщеря), манастирска дама в Есен 1292
- Юта фон Бюрен († сл. 1313), омъжена за Хайнрих (Хайнеман) фон Итер († 22 юли 1321 или 22 юли 1322)
- Олека фон Бюрен († сл. 1329), омъжена за рицар Йохан фон Плетенберг, маршал на херцогство Вестфалия (* пр. 1292; † сл. 1314)